# Passiflora aurantioides
Passiflora aurantioides es una especie de plantas con flores perteneciente a la familia Passifloraceae. Es nativa de Papúa Nueva Guinea, y norte de Queensland.

## Descripción
Es una liana caduca trepadora de hasta 10 m de longitud entre los árboles de las selvas lluviosas. Las hojas son grandes, de 10–30 cm de longitud. El fruto es usualmente verde de 5–10 cm de longitud.

## Taxonomía
Passiflora aurantioides fue descrita por (K.Schum.) Krosnick y publicado en Systematic Botany 34(2): 378. 2009.
Etimología
Passiflora: nombre genérico que adoptado por Linneo en 1753 y significa "flor de la pasión" (del latín passio = "pasión" y flos = "flor"), fue otorgado por los misioneros jesuitas en 1610, debido a la similitud de algunas partes de la planta con símbolos religiosos de la Pasión de Cristo, el látigo  con el que fue azotado = zarcillos, los tres clavos = estilos; estambres y la corola radial = la corona de espinas.
aurantioides: epíteto latíno
Sinonimia
- Hollrungia aurantioides K.Schum.[2]